# 弗勒里涅
弗勒里涅（法語：Fleurigné，法語發音：[flœʁiɲe]）是法国伊勒-维莱讷省的一个旧市镇，位于该省东北部，属于富热尔-维特雷区。2024年1月1日，弗勒里涅与市镇拉沙佩勒让松合并为新市镇拉沙佩勒-弗勒里涅。

## 地理
弗勒里涅（48°20'8"N, 1°7'15"W）面积18.17 平方千米，位于法国布列塔尼大區伊勒-维莱讷省，该省份为法国西北部沿海省份，位于布列塔尼半岛东部，北濒大西洋，西接阿摩尔滨海省和莫尔比昂省，南至大西洋卢瓦尔省，西南端接曼恩-卢瓦尔省，东临马耶讷省，东北与芒什省接壤。
与弗勒里涅接壤的市镇（或旧市镇、城区）包括：博塞、拉沙佩勒让松、莱涅莱、勒洛鲁、拉塞勒昂吕特雷、拉尔尚。
弗勒里涅的时区为UTC+01:00、UTC+02:00（夏令时）。

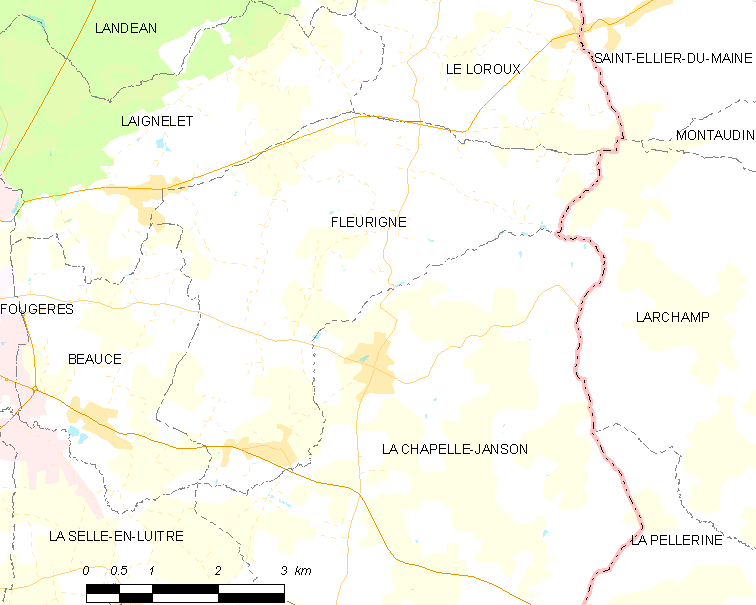
弗勒里涅的OSM定位图

## 行政
弗勒里涅的邮政编码为35133，INSEE市镇编码为35112。

## 政治
弗勒里涅所属的省级选区为富热尔第二县。

## 人口

1962-2008年间弗勒里涅人口变化图示

弗勒里涅于2021年1月1日时的人口数量为917人。